# Kirurgi

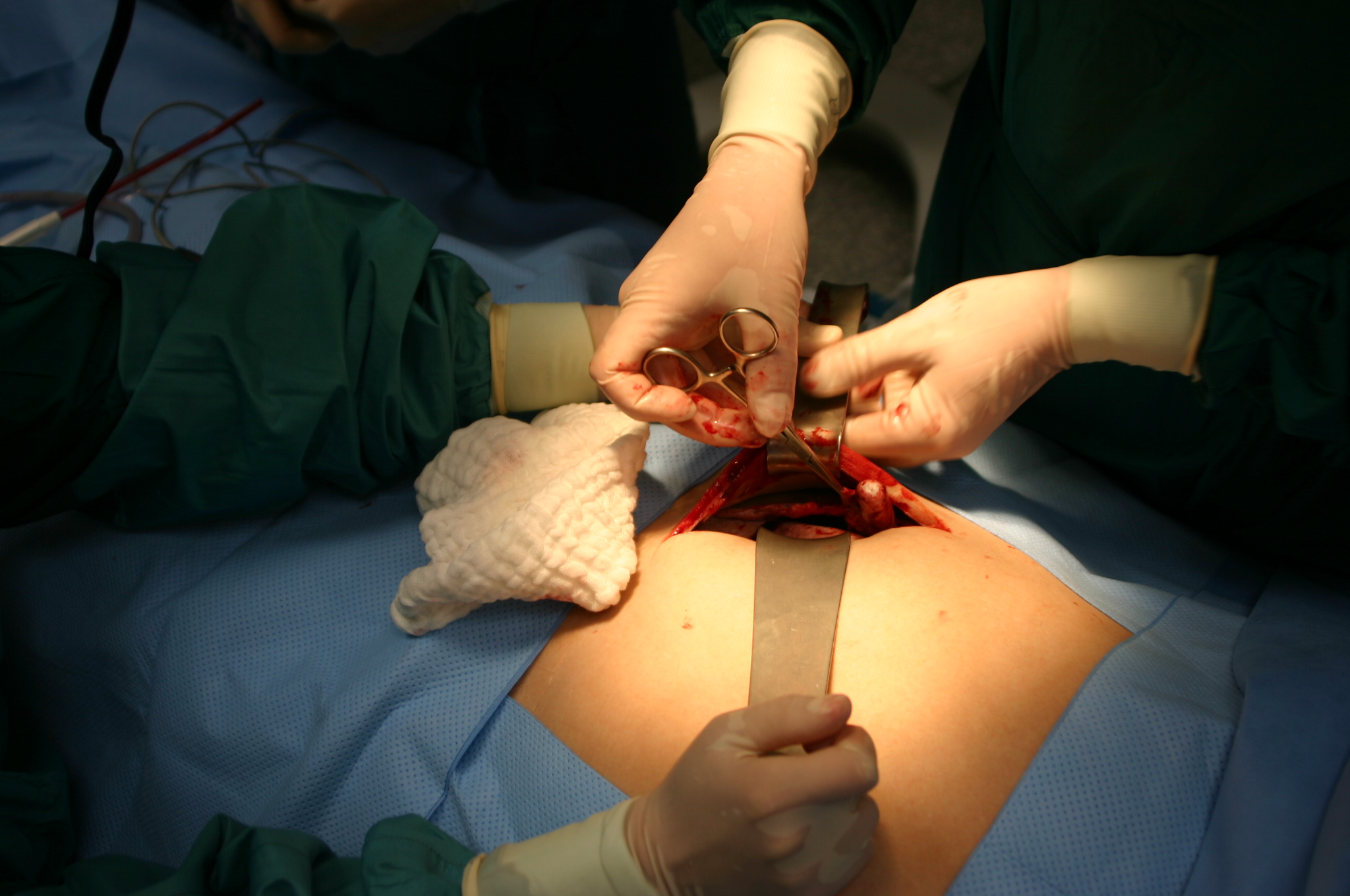

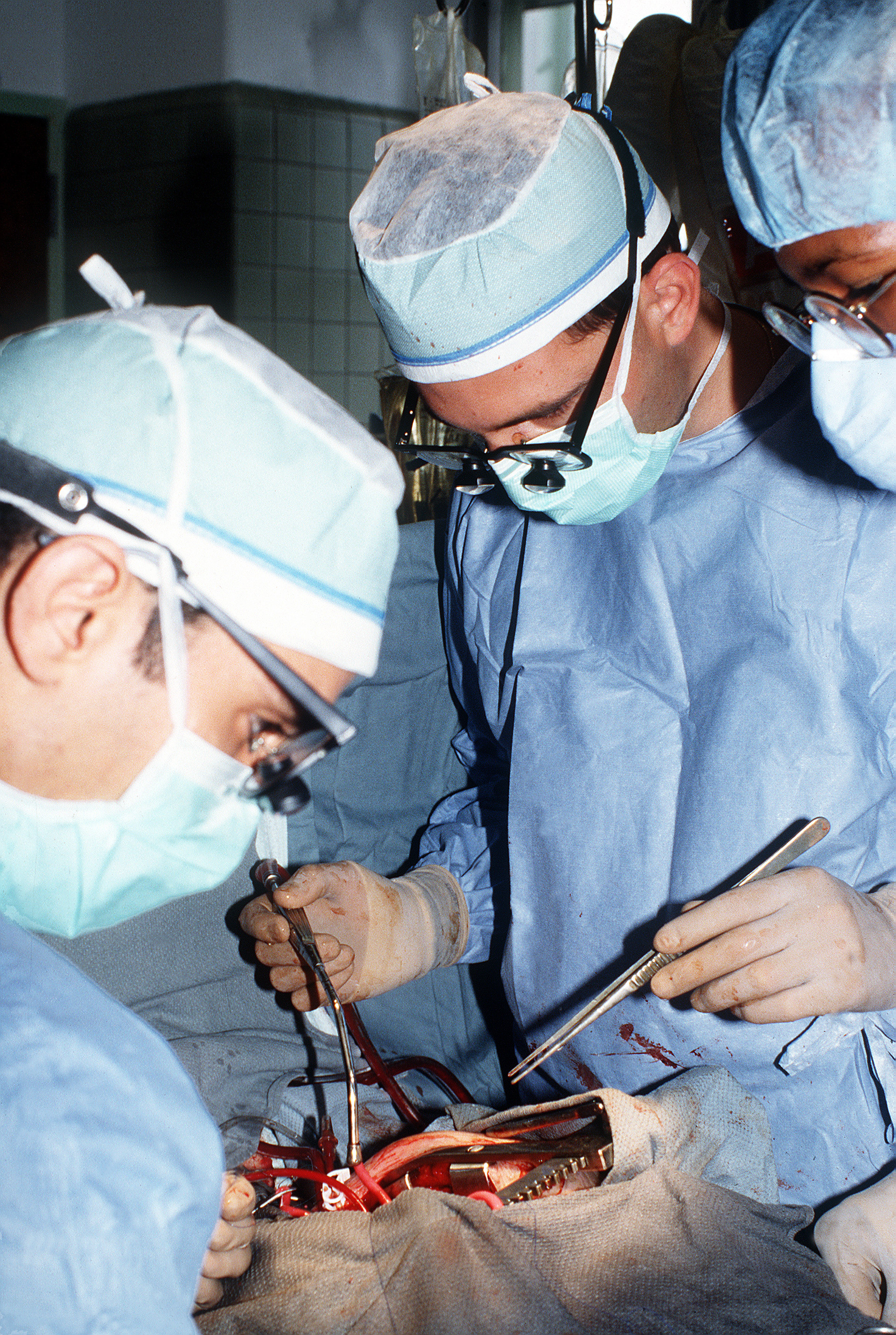
Opererande kirurger.

Kirurgi (från grekiskans cheir, χείρ, hand och ergon, έργον, verk) betecknar en metod inom medicinen där man botar eller lindrar sjukdomar genom att manuellt öppna kroppen på en människa eller ett djur. Kirurgiska ingrepp brukar kallas operationer och kan ha som syfte att laga invärtes delar av kroppen, avlägsna sjuk vävnad, organ eller tumör genom excision eller att sätta in något, exempelvis en pacemaker.

## Historia
Operationer gjordes redan under stenåldern, då man funnit bevis på trepanering. Den moderna kirurgins rötter finns hos fältskärerna, som främst var verksamma inom militären; kirurgie magister var en examen för fältläkare.  
Den moderna kirurgen började växa fram för drygt hundra år sedan, när man började kunna använda sövningsmedel. Ett tidigt sådant var eter, som användes första gången år 1842. 
Under 1800-talet, innan man visste något om bakterier och hygienens betydelse, dog drygt hälften av patienterna. Inte förrän den franske kemisten Louis Pasteur i slutet av 1800-talet lyckades påvisa att mikroorganismer spred sjukdomar kunde dödstalet minskas till en bråkdel jämfört med tidigare. Innan dess använde man samma utrustning på olika patienter, utan att bry sig om att tvätta dem.
Under 1900-talet skedde en enorm utveckling och numera kan operationer utföras med sådan precision att man tom kan byta ut människors organ, såsom hornhinnor och hjärtklaffar.

## Typer av kirurgi
Kirurgi kan antingen vara av öppen eller minimalt invasiv typ. Öppen kirurgi innebär att ett större snitt görs i kroppen för att kirurgen ska kunna komma åt det avsedda området i kroppen. Minimalt invasiv kirurgi innebär att så små snitt som möjligt görs. Exempel på minimalt invasiv kirurgi är laparoskopi och artroskopi.

## Kirurgiska specialiteter
En läkare eller tandläkare som är utbildad inom kirurgi kallas kirurg. Ett flertal olika specialiteter inom läkaryrket sysslar med kirurgi och utför operationer på kroppens organ. De specialister som vanligtvis kallas kirurger, är ofta allmänkirurger och sysslar framför allt med sjukdomar i buken. Det finns dock ett flertal undergrupperingar inom allmänkirurgin, bland annat endokrinkirurgi, traumatologi, bröstkirurgi och kolorektalkirurgi.
Enligt Socialstyrelsen är de kirurgiska specialiteterna: Anestesi och intensivvård, Barn- och ungdomskirurgi, Handkirurgi, Kirurgi, Kärlkirurgi, Obstetrik och gynekologi, Ortopedi, Plastikkirurgi, Thoraxkirurgi, Urologi, Ögonsjukdomar och Öron-, näs- och halssjukdomar.

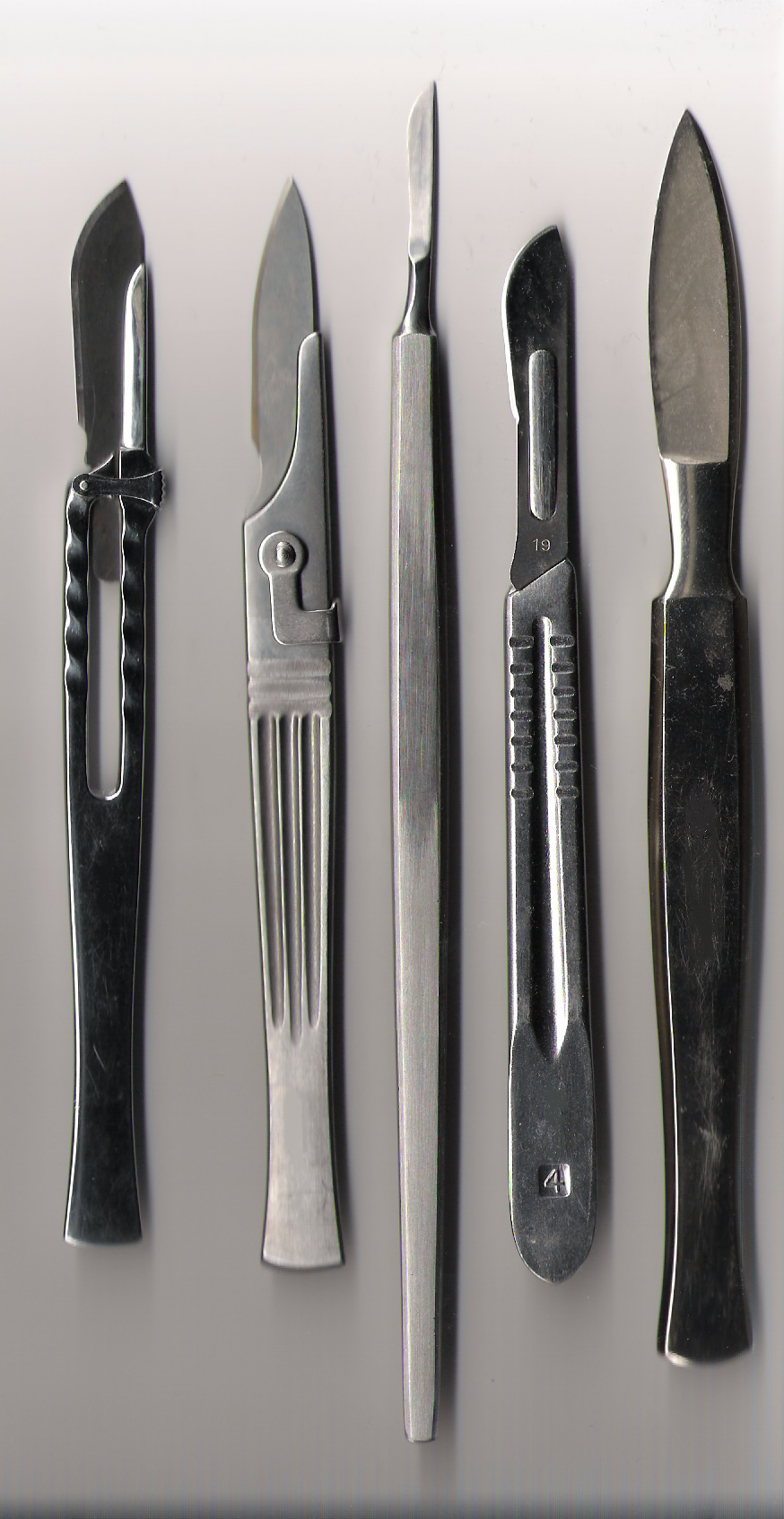
Olika skalpeller, som används för att skära.

## Lista över olika rötter för kirurgiska ingrepp
För att kunna förstå vilket ingrepp kirurgerna talar om, hjälper det att kunna de vanligaste grekiska och latinska rötterna till orden. En splenektomi är till exempel borttagande av splen (= mjälten).

### Prefix
- angio- : har med blodkärlen att göra
- apend- : relaterat till blindtarmen
- arthr- : relaterat till led(er)
- bi- : två
- colpo- : har med vagina att göra
- encephal- : relaterad till hjärna
- hepat- : har med levern att göra
- hyster- : relaterad till livmodern
- lapar- : relaterad till bukhålan
- lobo- : relaterad till en lob (i hjärna eller lunga)
- mammo- och masto-: relaterad till brösten
- myo- : relaterad till muskelvävnad
- nephro- : relaterad till njurarna
- oophor- : relaterad till äggstockarna
- orchid- : relaterad till testiklarna
- vas- : relaterad till vas deferens

### Suffix
- -centes: kirurgiskt punktur/dränage
- -desis : sammanfogning av två delar, stabilisering
- -ektomi: kirurgiskt borttagande
- -oid : liknande
- -opsi : se på
- -ostomi eller -stomi: kirurgiskt skapande av ett hål (en ny mun eller "stoma")
- -otomi eller -tomi: kirurgiskt snitt
- -plasti : utbyte
- -rrhapi: sutur

## Sövning och bedövning
Under operationen erhåller patienten någon typ av anestesi, såsom sövning/narkos, alternativt eller kompletterat med regional anestesi såsom ryggbedövning eller lokalbedövning.
Om narkos är nödvändigt eller ej varierar på hur omfattande ingreppet är. Till exempel om något strax under hudytan ska avlägsnas krävs oftast endast lokalbedövning medan vid omfattande ingrepp som avlägsnande av blindtarm, organtransplantationer krävs det att patienten är sövd med narkos under ingreppet. Så kallad ryggbedövning används ofta för större ingrepp på nedre delen av kroppen, till exempel kejsarsnitt, höftprotesoperationer eller frakturkirurgi på nedre extremitet. Inhalationsanestesi utförs i dagens Sverige ofta med exempelvis anestesigasen sevofluran i kombination med starka opioider intravenöst, alternativt så kallad totalintravenös anestesi, utan gas. Vanliga medel är då sömnmedlet propofol och opioiden remifentanil.
Operationer är noggrant övervakade av anestesipersonal och de särskilda operationssalarna är mycket tekniskt utrustade och städas mellan varje ingrepp. Vid omfattande operationer är patienten kopplad till utrustning som mäter blodtryck, hjärtverksamhet/puls med mera eftersom patienten själv ej är vid medvetande och dessa verksamheter är mycket viktiga för narkospersonalen att hålla koll på under en operation för att operationen ska få önskat resultat och för att patienten ska kunna bibehålla livet.

## ERP och ERAS
Så kallad förbättrad återhämtning (på engelska Enhanced recovery) är ett modernt evidensbaserat tillvägagångssätt som hjälper människor att återhämta sig snabbare efter en större operation. Enhanced Recovery Programme (ERP) bygger på Enhanced Recovery After Surgery (ERAS). Det första ERAS protokollet togs fram för tjocktarms operationer. Nu finns det protokoll för flera stora operationer.